# 15564 Lateef
A 15564 Lateef (ideiglenes jelöléssel (15564) 2000 GU48) a Naprendszer kisbolygóövében található aszteroida. A LINEAR projekt keretében fedezték fel 2000. április 5-én.